# Pheidole sulcaticeps
Pheidole sulcaticeps är en myrart som beskrevs av Julius Roger 1863. Pheidole sulcaticeps ingår i släktet Pheidole och familjen myror.

## Underarter
Arten delas in i följande underarter:
- P. s. indosinensis
- P. s. punensis
- P. s. sulcaticeps
- P. s. vellicans
- P. s. yeensis